# 比治山大学

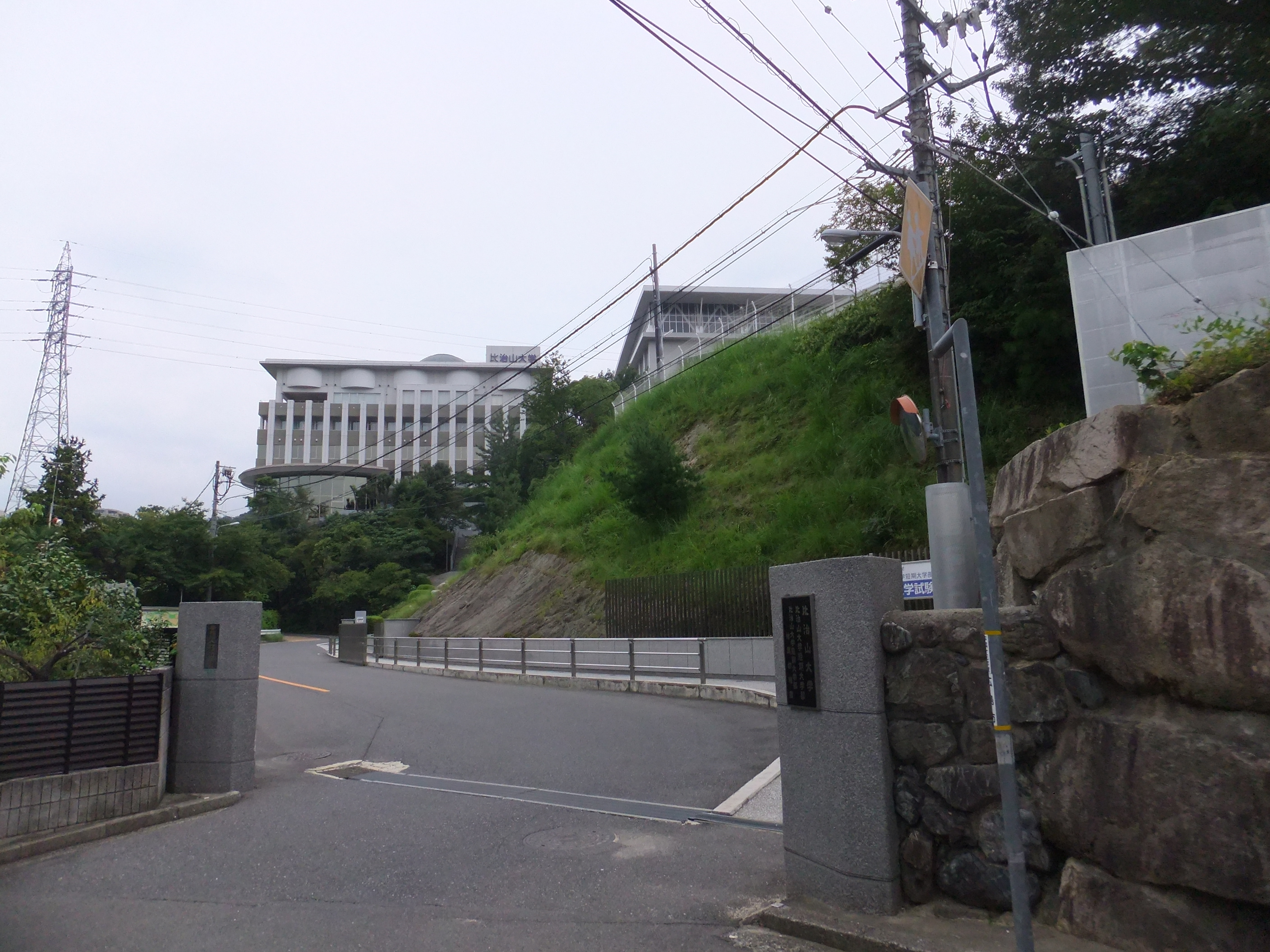
正門

比治山大学（ひじやまだいがく、英語: HIJIYAMA Univ.）は、広島県広島市東区牛田新町4-1-1に本部を置く日本の私立大学。1939年創立、1994年大学設置。大学の略称は比治大。

## 概要
比治山大学は、広島文理科大学（現・国立大学法人広島大学）の教育実習校として多くの地元市民の支援を受けて設置された広島昭和高等女学校を起源とし、比治山女子短期大学（現・比治山大学短期大学部）を基に1994年に女子大学として設置された。
大学名の由来は広島市民に古くから親しまれている標高71.1mの比治山である。
その後、1998年に、
短期大学とともに男女共学となる。

## 沿革
- 1939年（昭和14年）
  - 3月18日 - 財団法人広島昭和高等女学校設立認可
  - 4月15日 - 財団法人広島昭和高等女学校発足
- 1941年（昭和16年）12月16日 - 財団法人広島昭和学園に改称
- 1943年（昭和18年）6月18日 - 校名を比治山高等女学校に改称
- 1947年（昭和22年）4月1日 - 比治山女子中学校を併設
- 1948年（昭和23年）5月3日 - 比治山女子高等学校を設置
- 1949年（昭和24年）3月31日 - 比治山高等女学校を閉校
- 1951年（昭和26年）3月10日 - 財団法人広島昭和学園を学校法人比治山学園に改組・改称
- 1966年（昭和41年）4月1日 - 比治山女子短期大学を開学
- 1968年（昭和43年）4月1日 - 比治山女子短期大学付属幼稚園を開園
- 1974年（昭和49年）7月1日 - からまつ学寮を開設
- 1985年（昭和60年）4月1日 - 比治山女子短期大学専攻科（国文専攻・幼児教育専攻）を設置
- 1994年（平成6年）4月1日 - 比治山大学（ひじやまだいがく）として開学。現代文化学部（言語文化学科（日本語文化専攻・英語文化専攻）・コミュニケーション学科）設置。当時は女子大学であった。比治山大学生涯学習センターを設置
- 1995年（平成7年）4月1日 - 比治山大学情報センターを設置
- 1997年（平成9年）4月1日 - 比治山女子短期大学専攻科の幼児教育専攻が学位授与機構認定専攻科となる
- 1998年（平成10年）4月1日 - 比治山大学大学院現代文化研究科（言語文化専攻・コミュニケーション専攻）（修士課程）を設置。比治山大学ウェルネスセンターを設置。比治山女子短期大学を比治山大学短期大学部に改称。大学・短期大学とともに男女共学となる
- 2002年（平成14年）4月1日 - 比治山大学短期大学部専攻科に美術専攻を設置
- 2004年（平成16年）4月1日 - 比治山大学現代文化学部言語文化学科の日本語文化専攻・英語文化専攻およびコミュニケーション学科の学生募集を停止（言語文化学科は残る）。現代文化学部に地域文化政策学科・マスコミュニケーション学科・社会臨床心理学科を設置。比治山大学大学院現代文化研究科附属心理相談センターを設置
- 2006年（平成18年）
  - 4月1日 - 比治山大学大学院現代文化研究科に現代文化専攻・臨床心理学専攻（修士課程）を設置。言語文化専攻・コミュニケーション専攻の学生募集を停止
  - 11月1日 - 比治山大学学習サポートセンターを設置
- 2007年（平成19年）
  - 3月31日 - 比治山大学大学院現代文化研究科のコミュニケーション専攻を廃止
  - 4月1日 - 比治山大学教職指導センターを設置。比治山大学高等教育研究所を設置。比治山大学短期大学部専攻科に栄養専攻を設置。比治山大学短期大学部専攻科の栄養専攻が独立行政法人大学評価・学位授与機構認定
- 2009年（平成21年）
  - 3月31日 - 比治山大学現代文化学部のコミュニケーション学科を廃止。比治山大学大学院現代文化研究科の言語文化専攻を廃止
  - 4月1日 - 比治山大学現代文化学部に子ども発達教育学科設置。比治山大学現代文化学部の地域文化政策学科の学生募集を停止
- 2010年（平成22年）4月1日 - 比治山大学短期大学部専攻科の美術専攻が独立行政法人大学評価・学位授与機構認定
- 2011年（平成23年）4月1日 - 比治山大学現代文化学部言語文化学科の日本語文化専攻・英語文化専攻を廃止。比治山大学短期大学部専攻科の幼児教育専攻を学生募集停止の上、廃止
- 2013年（平成25年）4月1日 - 比治山大学現代文化学部の地域文化政策学科を廃止。比治山大学に子ども発達教育専攻科（子ども発達教育専攻）を設置
- 2014年（平成26年）
  - 4月1日 - 比治山大学に健康栄養学部管理栄養学科を設置
  - 7月23日 - 比治山大学地域連携センターを設置
- 2015年（平成27年）4月1日 - 比治山大学管理栄養士指導センターを設置
- 2016年（平成28年）4月1日 - 比治山大学国際交流センターを設置。比治山大学生涯学習・地域連携センターを設置（生涯学習センターと地域連携センターを統合）。比治山大学短期大学部専攻科の栄養専攻の学生募集を停止
- 2017年（平成29年）3月31日 - 比治山大学短期大学部専攻科の栄養専攻を廃止

## 教育および研究

### 組織

#### 学部・学科
- 現代文化学部
  - 言語文化学科（日本語文化コース・国際コミュニケーションコース）
  - マスコミュニケーション学科
  - 社会臨床心理学科
  - 子ども発達教育学科
- 健康栄養学部
  - 管理栄養学科

#### 大学院
- 現代文化研究科（修士課程）
  - 現代文化専攻
  - 臨床心理学専攻

## 著名な卒業生
- 宮脇静香（MMJメンバー、愛称しいちゃん、SUETI presents ミスコンテスト2009ファイナリスト）

## アクセス
- アストラムライン 不動院前駅（比治山大学前）下車、徒歩約5分[1]。広島駅からはJR山陽本線に乗車し新白島駅にて乗り換え。
  - アストラムライン：本通・県庁前・新白島駅方面 - 不動院前駅 - 中筋駅・大町・広域公園前駅方面
  - 駅周辺の「不動院」バス停には高速バスも発着する
- 「牛田新町4丁目（比治山大学前）」バス停下車、徒歩約3分
  - 12号線（広電バス[2]）：八丁堀・白島町・牛田本町方面 - 不動院 - 牛田新町4丁目 - 千足・東浄小学校前方面
  - 30号線,32号線（広島交通[3]・JRバス中国[4]）：30広島バスセンター・新白島方面 / 32広島駅・にぎつ方面 - 東区スポーツセンター入口 - 牛田新町4丁目 - 千足・矢口・高陽ニュータウン方面